# Чоргунська вежа
Чоргунська вежа (крим. Çorğuna qalesi) — пам'ятка архітектури національного значення в селі Чорноріччя (до 1945 року Нижній Чоргунь, зараз належить до міста Севастополь).

## Історія
Розташована на правому березі річки Чорна. На думку О. Бертьє–Делагарда, вежа є частиною палацового комплексу турецького або татарського вельможі й побудована в XVI—XVIII століттях, відомий географ і мандрівник академік Петер-Симон Паллас відносив її до XIV—XV століть.
Вежа має незвичну форму: усередині вона кругла, зовні — дванадцятигранна. Товщина стін — від півтора до двох метрів. Висота кам'яної кладки — близько 12 метрів. Була збудована з бутового каменю на вапняному розчині. Кути вежі перев'язані інкерманським каменем. Вежа мала кілька ярусів, з'єднаних дерев'яними сходами. Нижній ярус використався для зберігання запасів води, інші — для житла. Угорі на плоскій покрівлі могла знаходитись зброя.
Під час Кримської (Східної) війни у 1854–55 роках використовувалася як форпост при обороні міста Севастополя.